# Libanasidus
Libanasidus is een geslacht van rechtvleugeligen uit de familie Anostostomatidae. De wetenschappelijke naam van dit geslacht is voor het eerst geldig gepubliceerd in 1916 door Péringuey.

## Soorten
Het geslacht Libanasidus omvat de volgende soorten:
- Libanasidus impicta Stål, 1878
- Libanasidus vittatus Kirby, 1899